# Mouncif El Haddaoui
Mohammed Mouncif El Haddaoui (en arabe : محمد منصف الحداوي), né le 21 octobre 1964 au Maroc et mort le 15 avril 2024, est un footballeur international marocain qui évoluait au poste de milieu de terrain.

## Biographie

### Carrière en sélection
Avec l'équipe du Maroc, il figure dans le groupe des sélectionnés lors de la Coupe du monde de 1986. Lors du mondial organisé au Mexique, il ne joue aucun match.
Il participe également à la Coupe d'Afrique des nations de 1986, compétition lors de laquelle le Maroc se classe quatrième. Il joue trois matchs lors de ce tournoi, contre l'Algérie, le Cameroun, et enfin la Côte d'Ivoire.